# کلاته سوسناری بالا
کلاته سوسناری بالا، روستایی از توابع بخش مرکزی شهرستان بجستان در استان خراسان رضوی ایران است.

## جمعیت
این روستا در دهستان بجستان قرار داشته و براساس سرشماری مرکز آمار ایران در سال ۱۳۹۰، جمعیت آن زیر سه خانوار بوده‌است.